# 張定璠
張 定璠（ちょう ていはん、繁体字: 張定璠; 簡体字: 张定璠; 拼音: Zhāng Dìngfán; ウェード式: Chang Ting-fan、1891年（清光緒17年） - 1944年（民国33年）12月12日）は、中華民国の軍人。北伐期に活躍した国民革命軍軍人であり、一時的に新広西派（新桂系）に属したこともある。字は伯璇。

## 事績
江西陸軍測絵学校を卒業後、1911年（宣統3年）の辛亥革命に参加し、決死隊に加わっている。その後、武昌陸軍予備学校を経て1914年（民国3年）8月に保定陸軍軍官学校へ入学した。1916年（民国5年）8月の卒業後は江西軍（贛軍)第4軍に配属され、1918年（民国7年）に孫伝芳との戦いでの軍功により同軍参謀に昇進した。後に雲南陸軍講武学校で軍事工学の教官となり、更に広東軍（粤軍）に移って第1路司令部参謀を務めている。
1922年（民国11年）、張定璠は北伐に参加し、参謀長兼第7団団長に任ぜられる。福建省進攻軍に加わり、福建督軍李厚基を撃破した。この軍功により広西第1師師長に昇進し、1925年（民国14年）には黄埔軍官学校弁公庁主任に抜擢されている。1926年（民国15年）の北伐開始に際し、国民革命軍総司令部参謀処処長に起用された。北伐軍が南昌を攻略すると、江西省政治委員兼全省警務処処長、省警察庁庁長兼南昌市市長となる。翌1927年（民国16年）、北伐軍東路前敵総指揮・白崇禧の下で参謀長を務め、上海を攻略すると淞滬衛戍総司令部参謀長兼第13軍軍長に昇進、さらに8月には上海特別市市長も兼任している。1928年（民国17年）1月、軍の再編に伴い第13軍第2師師長となり、同年6月、第4集団軍第14師師長となった。北伐終了後の1929年（民国18年）に病のため辞職し、同年1月に首都建設委員会委員に転じている。
1931年（民国20年）、中国国民党第4期中央委員候補に、1935年（民国24年）には同党中央委員候補と中央政治委員会委員にそれぞれ選出されている。日中戦争（抗日戦争）勃発後に軍事委員会第1部副部長に起用され、1938年（民国27年）1月には軍政部常務次長兼撫恤委員会副主任委員となった。翌1939年（民国27年）3月には戦地党政委員会委員となり、同年5月に中将位を授与されている。戦争末期に膀胱癌が悪化したためにアメリカでの治療に向かおうとしたが、1944年12月12日、その途中にフランス領モロッコ、カサブランカで死去。享年54。翌年4月、陸軍上将位を追贈された。

## 注
1. ↑  徐主編（2007）、1821頁は「1945年1月25日」としているが、これは国民政府が張の死を公表し顕彰した日付である。
2. 1 2 3  徐主編（2007）、1821頁。
3. ↑  劉国銘主編（2005）、1216-17頁。
4. 1 2  劉国銘主編（2005）、1217頁。